# Ngân hàng Ô Hải
Tiền thân của Ngân hàng Ô Hải là Ngân hàng Thương mại Thành phố Ô Hải, được thành lập vào tháng 9 năm 2006. Đây là ngân hàng thương mại cổ phần địa phương thứ ba tại Khu tự trị Nội Mông. Vào tháng 1 năm 2010, ngân hàng chính thức được đổi tên thành "Ngân hàng Ô Hải" với sự chấp thuận của Ủy ban Điều tiết Ngân hàng Trung Quốc.
Vào tháng 12 năm 2016, Ngân hàng Nhân dân Trung Quốc đã chấp thuận đơn của Ngân hàng Ô Hải về việc phát hành 500 triệu nhân dân tệ trái phiếu tài chính xanh, trở thành tổ chức tài chính đầu tiên ở miền Tây Trung Quốc nhận giao dịch trao đổi trái phiếu tài chính xanh.